# 춘몽 (1965년 영화)
"춘몽"은 1965년에 개봉한 대한민국의 영화이다.

## 캐스팅
- 신성일 : 김재우 역
- 박수정 : 박문자 역
- 박암 : 치과의사 역
- 조희란: 간호원 역
- 지방열: 수위 역